# ジョージ・ブリッジ
ジョージ・ブリッジ（George Bridge、1995年4月1日 - ）は、スーパーラグビーのウェスタン・フォースに所属するラグビーユニオン選手。

## プロフィール
- ニュージーランド・ギズボーン出身[1]。
- ポジションはウィング(WTB)、フルバック(FB)。
- 身長 185cm、体重 93kg[2]
- U20ニュージーランド代表に選ばれたことがある[3]。
- ニュージーランド代表キャップは19（2022年12月現在）でラグビーワールドカップ2019のニュージーランド代表に選ばれた[4]。
- バーバリアンズに選ばれたことがある[5]。

## 略歴
カンタベリーを経て、2017年、クルセイダーズに加入。
2022年、モンペリエに加入。